# بن قرة (المهرة)

تعديل مصدري - تعديل

بن قرة هي إحدى قرى مديرية المسيلة التابعة لمحافظة المهرة، بلغ تعداد سكانها 129 نسمة حسب تعداد اليمن لعام 2004.